# Dareka no Manazashi
Dareka no Manazashi (だれかのまなざし, lit.: "Someone's Gaze") é um curta-metragem de anime japonês escrito e dirigido por Makoto Shinkai. Foi exibido inicialmente no Fórum Internacional de Tóquio em 10 de fevereiro de 2013, embora também tenha sido exibido ao lado do filme de Shinkai, The Garden of Words, durante sua estréia japonesa em 31 de maio de 2013. Mais tarde, foi postado no YouTube de setembro de 2013 a janeiro de 2014. Dareka no Manazashi é uma história um pouco futurista sobre o amadurecimento de uma jovem recentemente independente e sua mudança de relacionamento com o pai. A história se desenvolve através de cenas remanescentes da vida familiar e da conexão que a menina e o pai compartilham com o gato da família.
O filme foi produzido pela CoMix Wave Films, NEST e TYO M1 Production em colaboração com The Answer Studio Co., Ltd. O elenco de voz inclui Fumi Hirano, Satomi Hanamura e Shinji Ogawa. A narração de Hirano foi crucial para ajudar Shinkai a estruturar o filme. Outros funcionários líderes incluem Makoto Taiga, Miho Suzuki e Takumi Tanji. Akihisa Matsuura dirigiu a música, e Kazusa escreveu e cantou a música tema Sore de Ii yo (それでいいよ, lit. Está tudo bem), com o objetivo de combinar os gostos de uma geração mais jovem.
Revisões e comentários on-line elogiaram universalmente o filme como sincero e artisticamente vibrante, embora tenha sido criticado por sua brevidade. Foi descrito como "profundamente emocional", principalmente para os telespectadores mais velhos devido à sua ênfase nos laços familiares à medida que a família muda com o tempo.

## Enredo
Ambientada em um futuro próximo, a história se concentra em uma filha recentemente independente Aya Okamura (Ok 綾, Okamura Aya), seus pais e seu gato de estimação Mii (ミ 一). Aya havia recentemente contratado um emprego que lhe permitia se mudar de casa, e seu pai, Kōji (司), mora em casa sozinho com seu gato, enquanto a mãe de Aya, Minako (美), está trabalhando no exterior. Mii é um gato velho, originalmente obtido como gatinho pelo pai de Aya para ajudar sua filha a lidar com a ausência de sua mãe e agora está com problemas de saúde. A história é narrada da perspectiva do gato.
A história começa com Aya voltando para casa após um dia difícil no trabalho. Depois de relaxar na cama, ela recebe um telefonema do pai, que quer jantar com ela; no entanto, ela recusa mentindo sobre ainda estar no trabalho. O narrador então relembra a infância e a vida familiar de Aya, particularmente pensando em como sua maturidade e independência criaram distância entre ela e seu pai, que está cada vez mais sozinho e feliz por ela. Mais tarde naquela noite, Aya acorda com outro telefonema do pai. Depois de saber da morte de Mii, ela visita seu pai e almoça com ele, uma experiência que aproxima os dois. Aya depois visita seu pai para ver o novo gatinho que ele compra. Ao mesmo tempo, sua mãe toca a campainha e a família se reúne, sua felicidade renovada.

## Produção
Dareka no Manazashi foi escrito e dirigido por Makoto Shinkai, que dirigiu Vozes de uma Estrela Distante e Cinco Centímetros por Segundo. Foi produzido pela CoMix Wave Films, NEST e TYO M1 Production em colaboração com The Answer Studio Co., Ltd. O diretor assistente foi Makoto Taiga, o diretor de animação e designer de personagens foi Miho Suzuki e o diretor de arte foi Takumi Tanji. A música foi dirigida por Akihisa Matsuura, e a música tema Sore de Ii yo (それでいいよ, lit. Está tudo bem), foi tocada pelo cantor e compositor Kazusa. Shinkai disse que escolheu Kazusa para tocar a música tema, porque ela poderia fornecer "o tipo de música que os jovens encontram", combinando com o tema do filme. O elenco de voz inclui Fumi Hirano como Mii, Satomi Hanamura como Aya Okamura e Shinji Ogawa como Kōji Okamura. O curta-metragem tem 6 minutos e 40 segundos de duração.
O curta-metragem foi feito com o apoio do Nomura Real Estate Group para o seu "Festival de Apreciação da Caixa do Orgulho" (プ ラ ウ ド ッ ク ス 感謝 祭, Proud Box Appreciation Festival), uma exposição residencial no Fórum Internacional de Tóquio. De acordo com Shinkai, o maior desafio do projeto era manter a animação curta e divertida, além de cobrir os dois temas principais: vínculos familiares e o futuro. A narração de Hirano, que forneceu o histórico do personagem e a percepção de suas personalidades, ajudou Shinkai a estruturar o filme.

## Lançamento
Dareka no Manazashi foi anunciado no site oficial de Shinkai em 10 de janeiro de 2013. Em 23 de janeiro, o Nomura Real Estate Group transmitiu o trailer, e anunciou planos para exibir o curta-metragem em 10 de fevereiro, durante o "Festival de Apreciação da Caixa do Orgulho". Em 22 de maio de 2013, Shinkai twittou que também incluiria o curta na estréia japonesa de The Garden of Words em 31 de maio de 2013. Os dois filmes também foram exibidos juntos para o lançamento cinematográfico italiano em 21 de maio de 2014.
O filme inteiro foi enviado ao YouTube pelo ProudChannel do Nomura Real Estate Group em 5 de setembro de 2013, e foi transmitido a partir de 9 de setembro. As legendas em inglês foram adicionadas em 11 de setembro. Foi originalmente programado para ser retirado em 12 de janeiro de 2014, mas permaneceu disponível até 21 de janeiro. Durante os quatro meses em que esteve disponível, foi visto mais de 745.000 vezes. Em 28 de março de 2014, Dareka no Manazashi foi incluído nos "Extras" na edição limitada do DVD The Garden of Words, distribuído por Kazé na Alemanha (legendado em alemão).

## Recepção
Dareka no Manazashi foi recebido positivamente no Japão e atraiu um interesse particular quando disponível no YouTube. Megumi Sawai, da RocketNews24, citou o que chamou de comentários on-line típicos do filme, todos descrevendo o impacto emocional que teve: "Foi muito bom e profundamente emocional". "Sem esperança, fui reduzido a lágrimas." A própria Sawai creditou ao filme a alta qualidade da arte e sua mensagem, dizendo que a lembrava dos "laços entre os membros da família, que permanecem inalterados mesmo quando a forma de uma família muda". O ASCII.jp disse que "mesmo os jovens telespectadores podem se emocionar com a simpatia" depois de assistir, mas que seu maior impacto emocional pode ser o público mais velho.
De acordo com Curtis Stone, da Geekenstein, a obra de arte era "vibrante e meticulosa" e a história era "excepcional". Juntamente com a execução e o desenvolvimento do personagem, ele sentiu que Dareka no Manazahshi era "totalmente arrebatador", apesar de sua falta. Stone ficou muito impressionado com a forma como as pessoas podiam se relacionar tão facilmente com os personagens emocionalmente, apesar da brevidade do filme. Sua única crítica menor foi que o final deixou em aberto perguntas tentadoras sobre o futuro da família, embora ele notasse que isso não prejudica a mensagem do filme. O UKAniFest chamou o curta-metragem de "corajoso" e o caracterizou como uma daquelas "pequenas joias" difíceis de encontrar.